# Copa Davis de 2023
A Copa Davis de 2023 foi a 111ª edição do mais importante torneio entre países do tênis masculino.

## Finais

### Qualificatório
As equipes vencedoras se classificam para a fase de grupos, em setembro. As perdedoras jogam a repescagem na mesma data, mas para ascender ao qualificatório ou serem rebaixadas ao zonal do ano seguinte.
Datas: 3 e 5 de fevereiro de 2023.
| Cidade    | Piso             | C  | Equipe mandante | C  | Equipe visitante     | Resultado |
| --------- | ---------------- | -- | --------------- | -- | -------------------- | --------- |
| Rijeka    | duro (coberto)   | 1  | Croácia         |    | Áustria              | 3–1       |
| Tatabánya | duro (coberto)   |    | Hungria         | 2  | França               | 2–3       |
| Tashkent  | duro (coberto)   |    | Uzbequistão     | 3  | Estados Unidos       | 0–4       |
| Tréveris  | duro (coberto)   | 4  | Alemanha        |    | Suíça                | 2–3       |
| Cota      | saibro (coberto) |    | Colômbia        | 5  | Grã-Bretanha         | 1–3       |
| Oslo      | duro (coberto)   |    | Noruega         | 6  | Sérvia               | 0–4       |
| La Serena | saibro           |    | Chile           | 7  | Cazaquistão          | 3–1       |
| Seul      | duro (coberto)   |    | Coreia do Sul   | 8  | Bélgica              | 3–2       |
| Estocolmo | duro (coberto)   | 9  | Suécia          |    | Bósnia e Herzegovina | 3–1       |
| Groningen | duro (coberto)   | 10 | Países Baixos   |    | Eslováquia           | 4–0       |
| Espoo     | duro (coberto)   |    | Finlândia       | 11 | Argentina            | 3–1       |
| Maia      | saibro (coberto) |    | Portugal        | 12 | Chéquia              | 1–3       |

### Fase de grupos
O evento está dividido em dois: a fase de grupos, entre 12 e 17 de setembro, em várias cidades, e a eliminatória, entre 21 e 26 de novembro, em Málaga. Dezesseis equipes disputam o troféu:
A premiação para esta fase foi definida em US$ 15.000.000.
- os 2 finalistas da edição anterior (Austrália e Canadá);
- 2 equipes convidadas (Itália e Espanha);
- os 12 vencedores do Qualificatório, realizado em fevereiro.

| Grupo A                          | Grupo B                                   | Grupo C                                    | Grupo D                                              |
| Bolonha                          | Manchester                                | Valência                                   | Split                                                |
| -------------------------------- | ----------------------------------------- | ------------------------------------------ | ---------------------------------------------------- |
| Unipol Arena                     | Manchester Arena                          | Pavilhão Municipal Fonte de São Luis       | Arena Gripe                                          |
| Canadá · Chile · Itália · Suécia | Austrália · França · Grã-Bretanha · Suíça | Chéquia · Coreia do Sul · Espanha · Sérvia | Croácia · Estados Unidos · Finlândia · Países Baixos |

### Fase eliminatória
Todos jogos aconteceram em Málaga, na Espanha, na Martin Carpena Arena, em quadra dura coberta.
|  |                  |                  |                  |                |   |            |                |            |  |  |       |       |       |
|  | Quartas de final | Quartas de final | Quartas de final |                |   | Semifinais | Semifinais     | Semifinais |  |  | Final | Final | Final |
|  | Quartas de final | Quartas de final | Quartas de final |                |   | Semifinais | Semifinais     | Semifinais |  |  | Final | Final | Final |
|  | 21 de novembro   |                  |                  |                |   |            |                |            |  |  |       |       |       |
|  |                  |                  |                  |                |   |            |                |            |  |  |       |       |       |
|  | 1º A             | Canadá           | 1                |                |   |            |                |            |  |  |       |       |       |
|  | 1º A             | Canadá           | 1                | 24 de novembro |   |            |                |            |  |  |       |       |       |
|  | 2º D             | Finlândia        | 2                |                |   |            |                |            |  |  |       |       |       |
|  | 2º D             | Finlândia        | 2                |                |   | Finlândia  | Finlândia      | 0          |  |  |       |       |       |
|  | 22 de novembro   |                  |                  |                |   | Finlândia  | Finlândia      | 0          |  |  |       |       |       |
|  |                  |                  | Austrália        | Austrália      | 2 |            |                |            |  |  |       |       |       |
|  | 1º C             | Chéquia          | Austrália        | Austrália      | 2 | 1          |                |            |  |  |       |       |       |
|  | 1º C             | Chéquia          |                  |                |   | 1          | 26 de novembro |            |  |  |       |       |       |
|  | 2º B             | Austrália        | 2                |                |   |            |                |            |  |  |       |       |       |
|  | 2º B             | Austrália        | 2                |                |   | Austrália  | Austrália      | 0          |  |  |       |       |       |
|  | 23 de novembro   |                  |                  |                |   | Austrália  | Austrália      | 0          |  |  |       |       |       |
|  |                  |                  | Itália           | Itália         | 2 |            |                |            |  |  |       |       |       |
|  | 2º A             | Itália           | Itália           | Itália         | 2 | 2          |                |            |  |  |       |       |       |
|  | 2º A             | Itália           | 25 de novembro   |                |   | 2          |                |            |  |  |       |       |       |
|  | 1º D             | Países Baixos    | 1                |                |   |            |                |            |  |  |       |       |       |
|  | 1º D             | Países Baixos    | 1                |                |   | Itália     | Itália         | 2          |  |  |       |       |       |
|  | 23 de novembro   |                  |                  |                |   | Itália     | Itália         | 2          |  |  |       |       |       |
|  |                  |                  | Sérvia           | Sérvia         | 1 |            |                |            |  |  |       |       |       |
|  | 2º C             | Sérvia           | Sérvia           | Sérvia         | 1 | 2          |                |            |  |  |       |       |       |
|  | 2º C             | Sérvia           |                  |                |   |            |                |            |  |  |       |       |       |
|  | 1º B             | Grã-Bretanha     | 0                |                |   |            |                |            |  |  |       |       |       |
|  | 1º B             | Grã-Bretanha     | 0                |                |   |            |                |            |  |  |       |       |       |